# Dominique Garand
Pour les articles homonymes, voir Garand (homonymie).
Dominique Garand (né à Victoriaville en 1960) est un écrivain québécois, professeur à l'Université du Québec à Montréal.
Il a concentré ses études sur un thème, le polémique.

## Biographie
Professeur de littérature et essayiste, Dominique Garand est né à l’Hôtel-Dieu d’Arthabaska le 21 décembre 1960. Après des études secondaires au Collège Clarétain de Victoriaville, il poursuit sa formation au Séminaire St-Augustin de Cap-Rouge.
Après une pause d’un an au cours de laquelle il visite plusieurs pays d’Europe, il amorce des études universitaires au département de littérature de l'Université de Sherbrooke. Sous la direction de Richard Giguère, il obtient en 1986 un diplôme de maîtrise avec un mémoire qui servira ensuite de canevas à son premier ouvrage (La griffe du polémique, L’Hexagone, 1989).
En décembre 1990, il soutient avec succès sa thèse de Ph.D intitulée Les voies écrites de la violence. Entre le polémique et l'agonique. Cette thèse, rédigée sous la direction de Walter Moser du département de littérature comparée de l'Université de Montréal, relance la réflexion sur le discours conflictuel-violent en posant cette fois un regard sur le texte littéraire, plus particulièrement sur le roman moderne. Garand y développe la notion d’« agonistique littéraire », en établissant une frontière éthique entre l’écriture dite « agonique » et l’écriture polémique. Garand fera à nouveau le point sur ces questions dans sa contribution à l’ouvrage collectif États du polémique, publié en 1998 chez Nota Bene.
Au moment d’entreprendre la rédaction de sa thèse, il reçoit une bourse du gouvernement italien pour un séjour de recherche à Florence (de novembre 1988 à juillet 1989). Il y retournera fréquemment, et pour des périodes prolongées, jusqu’en 1993. Pendant l’année universitaire 1992-1993, il occupe le poste de lecteur d’échange au Centro di studi quebecchesi de Bologne, alors dirigé par feu Franca Marcato-Falzoni.
Cet épisode italien prend fin au moment où il obtient un poste de professeur au département d’études littéraires de l’UQAM, en août 1993. Son enseignement couvre principalement les domaines suivants : rhétorique et théories de l’argumentation, polémique, pamphlet et agonistique littéraire, roman italien du XXe siècle. Il donne aussi régulièrement un cours sur l’écrivain polonais Witold Gombrowicz à qui il a consacré un essai (Portrait de l’agoniste : Gombrowicz, Liber, 2003).
Le prix Jean Éthier-Blais, qui couronne un essai portant sur la littérature québécoise, a été attribué à Dominique Garand pour son livre Accès d’origine ou pourquoi je lis encore Groulx, Basile, Ferron… (Hurtubise HMH, 2004).
Parallèlement à ses activités de professeur, Garand assume depuis avril 2008 la fonction de directeur de la collection Les cahiers du Québec chez l’éditeur Hurtubise HMH. Il anime par ailleurs l’émission À nos amours diffusée sur la radio internet Radio Spirale.

## Œuvres
- Anthologie du pamphlet et de la polémique au Québec de 1800 à 2000, bnm* | Bibliothèque du Nouveau Monde, Presses de l'Université de Montréal, 2024. (OCLC 1420477242)
- Florence, reprise : roman - Leméac, 2015 (OCLC 923322182)
- Un Québec polémique : éthique de la discussion dans les débats publics - 2014 (OCLC 870635924)
- Accès d'origine ou pourquoi je lis encore Groulx, Basile, Ferron... - 2004  (OCLC 57452720)
- Portrait de l'agoniste : Gombrowicz - 2003 (OCLC 54079986)
- États du polémique - 1998 (OCLC 43278492)
- La griffe du polémique : le conflit entre les régionalistes et les exotiques : essai - 1989 (OCLC 21668741)
- Le Spectacle de la littérature : les aléas et les avatars de l'institution - 1984 (OCLC 13096018)

## Honneurs
Il a reçu en 2005 le Prix Jean-Éthier-Blais de critique littéraire.